# Seredyńce
Seredyńce (ukr. Серединці) – wieś na Ukrainie w rejonie tarnopolskim należącym do obwodu tarnopolskiego.
Właścicielem dóbr we wsi był Michał Garapich.
Do 2020 w rejonie zborowskim.